# 1444

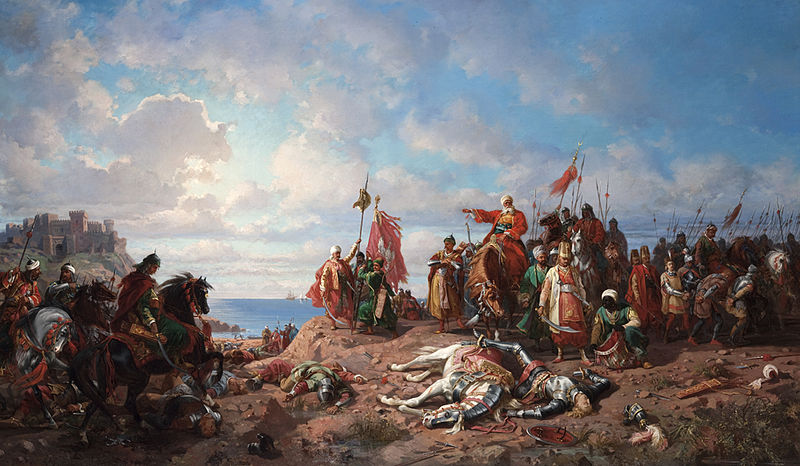
Wladislaus III van Polen sneuvelt in de Slag bij Varna

Het jaar 1444 is het 44e jaar in de 15e eeuw volgens de christelijke jaartelling.

## Gebeurtenissen
maart
- 2 - Diverse Albanese vorstendommen verenigen zich in de Liga van Lezhë, gericht tegen de Ottomanen. Skanderbeg wordt tot hun leider gekozen.

april
- 25 - Verdrag van Groningen: Verbond tussen de stad Groningen en Oostergo.

juni
- 29 - Slag op de Vlakte van Torvioll: De Albanezen onder Skanderbeg boeken een grote overwinning op een Ottomaanse overmacht.

augustus
- 8 - In de haven van Lissabon loopt een schip binnen met aan boord 235 in het tegenwoordige Mauritanië gekochte slaven. In Lagos wordt een overdekte slavenmarkt gebouwd.
- 15 - Vrede van Szeged/Verdrag van Edirne: Vredesverdrag tussen de Ottomanen en Hongarije-Polen. Servië zal worden hersteld. Een wapenstilstand van 10 jaar wordt overeengekomen. Hongarije en Polen, mede op aandringen van paus Eugenius IV breken het door hen getekende verdrag echter vrijwel meteen.

november
- 10 - Slag bij Varna: De Ottomanen onder Murad II verslaan een christelijke alliantie onder Wladislaus III van Polen en de Hongaarse regent Johannes Hunyadi. Einde van de kruistocht van Varna. Hiermee wordt een langdurige hegemonie van de Ottomanen in de Balkan bewerkstelligd.

december
- december - Het Mirakel van Amersfoort : Aan een weggegooid en later teruggevonden Mariabeeldje worden wonderen toegeschreven, die Amersfoort tot een bedevaartsoord maken.

zonder datum
- Dinis Dias bereikt Kaap Verde, het meest westelijke punt van Afrika.
- Vondst van de Tabulae Iguvinae, zeven koperen platen met inscripties in het Umbrisch.
- De Hexamilion, de muur die de Morea scheidt van de rest van het vasteland, wordt opnieuw gerepareerd.
- Grote stadsbrand in Bergen op Zoom.
- Huwelijk van Maria Stuart en Wolfert VI van Borselen.
- Oudst bekende vermelding: Kranenmortel, Ulicoten (12 mei)

## Opvolging
- Guise: Lodewijk van Saint-Pol opgevolgd door zijn zwager Karel IV van Maine
- Hongarije: Wladislaus van Varna opgevolgd door Ladislaus Posthumus
- Mantua: Gianfresco I Gonzaga opgevolgd door Lodewijk III Gonzaga
- Ottomaanse Rijk: Murat II opgevolgd door zijn zoon Mehmet II
- Polen: interregnum na de dood van Wladislaus van Varna
- Schwarzburg-Blankenburg: Hendrik XXIV opgevolgd door zijn zoon Hendrik XXVI

## Afbeeldingen

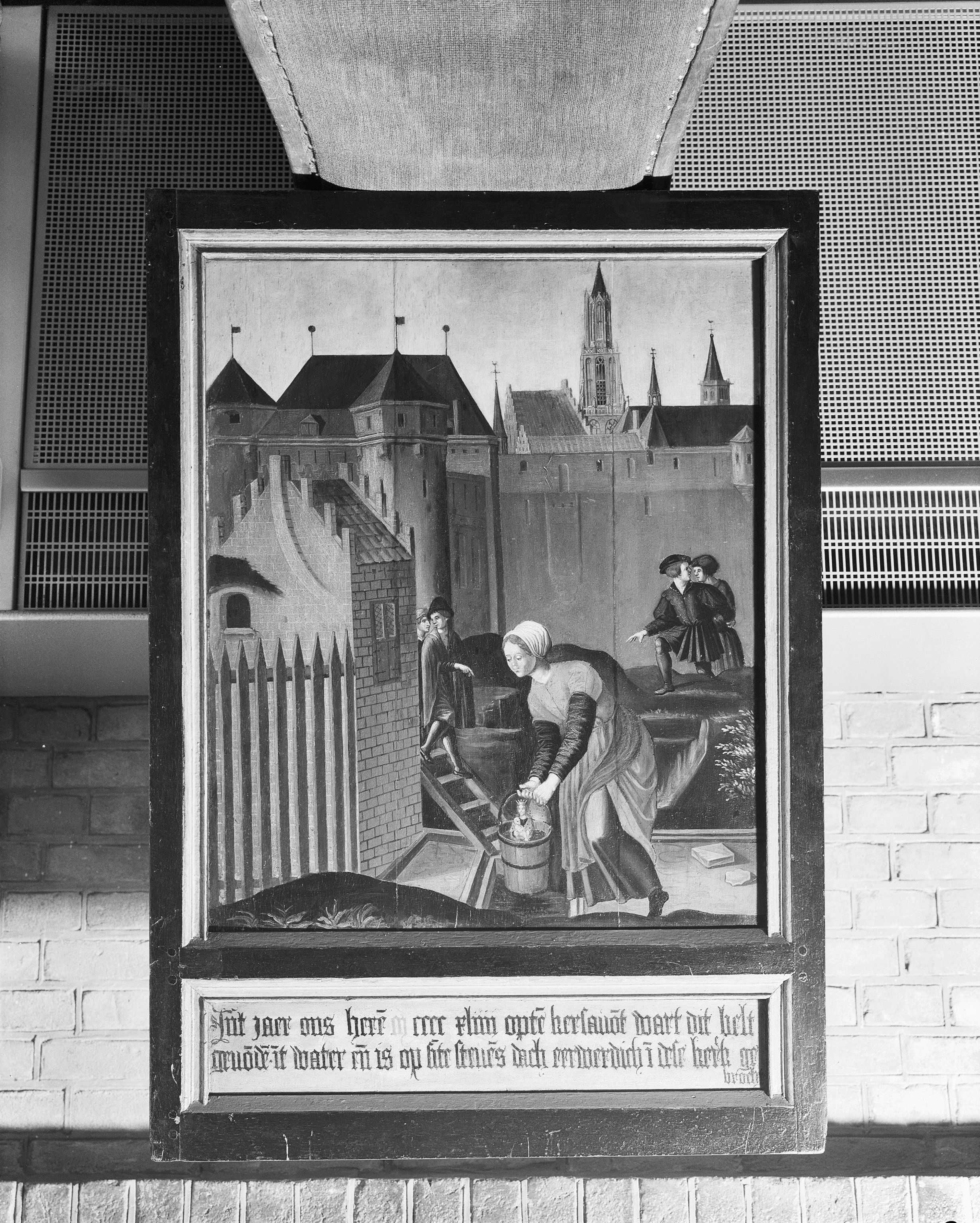
Mirakel van Amersfoort
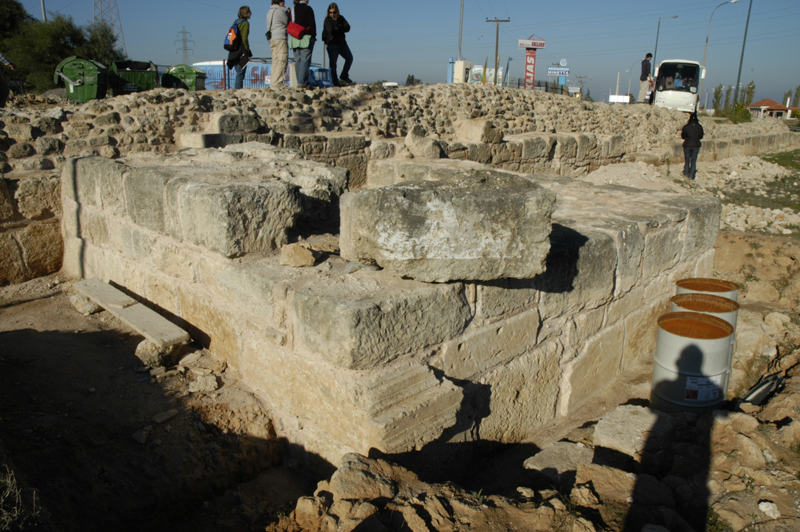
De resten van de Hexamilion
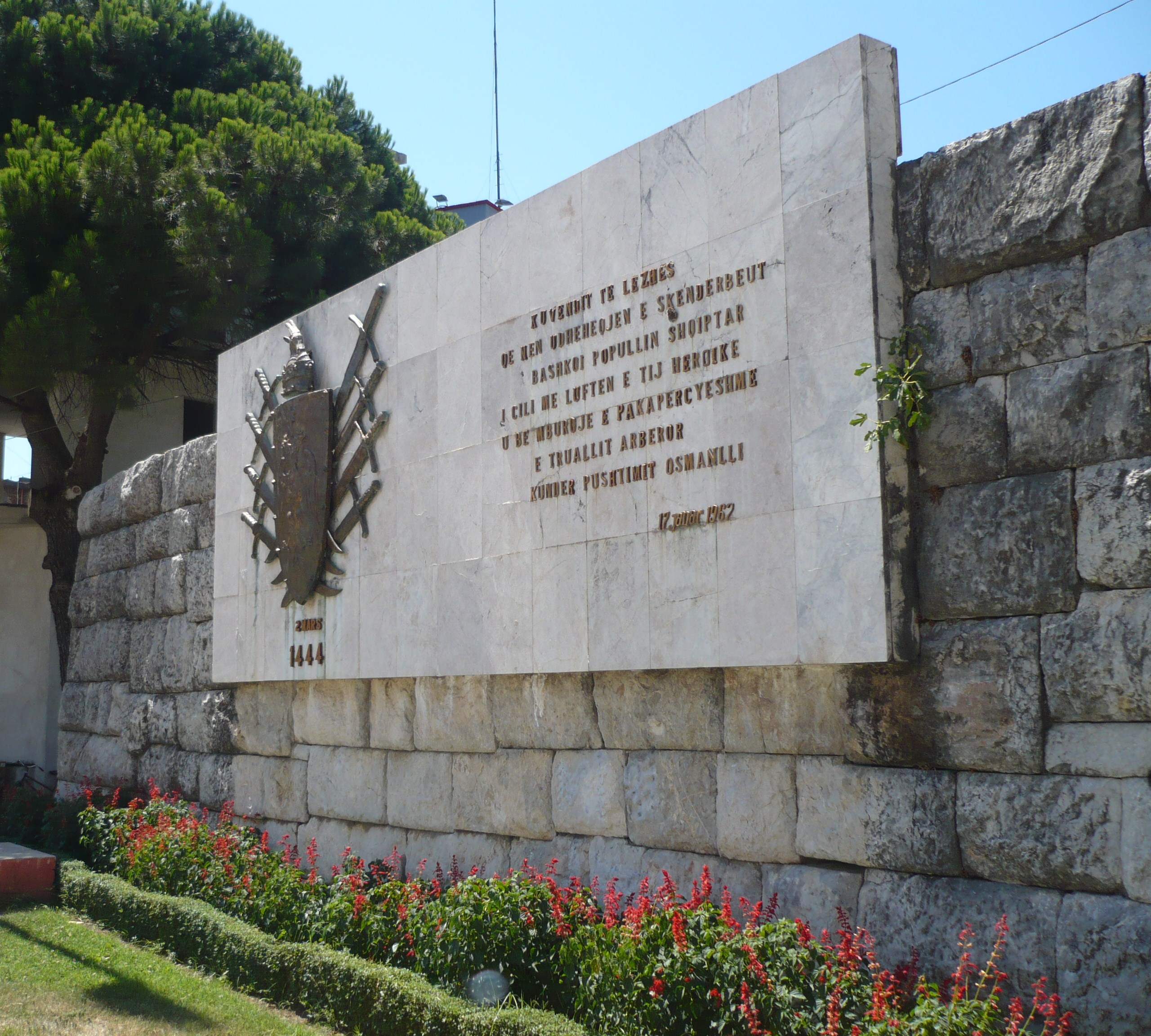
monument voor de Liga van Lezhë
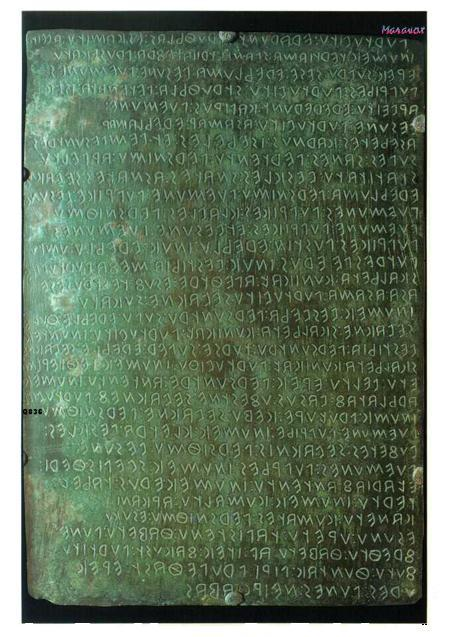
Tabulae Iguvinae

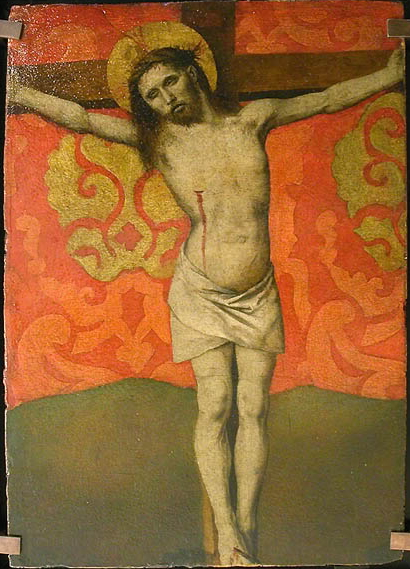
Barthélemy van Eyck: Christus aan het Kruis
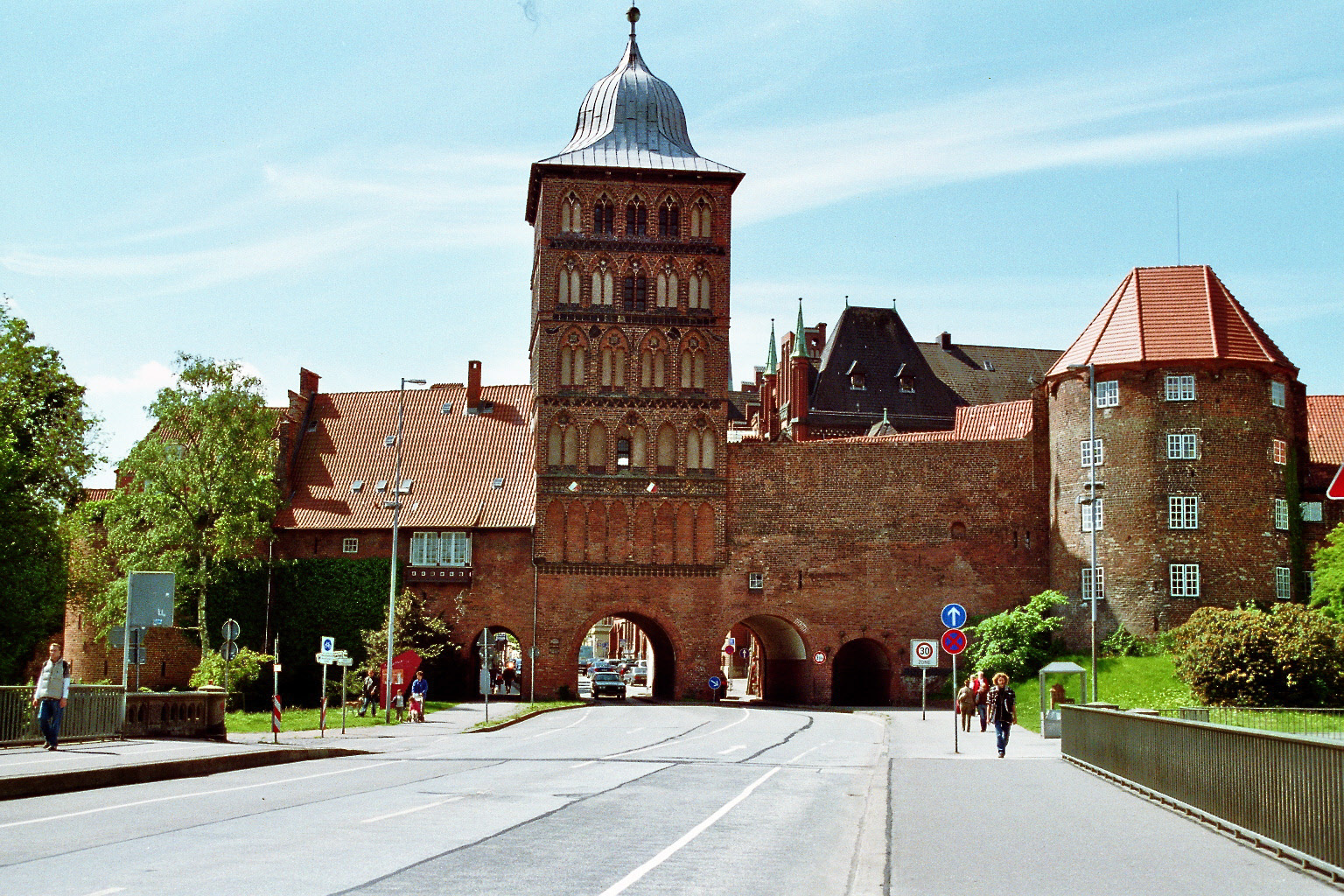
Burgtor, Lübeck
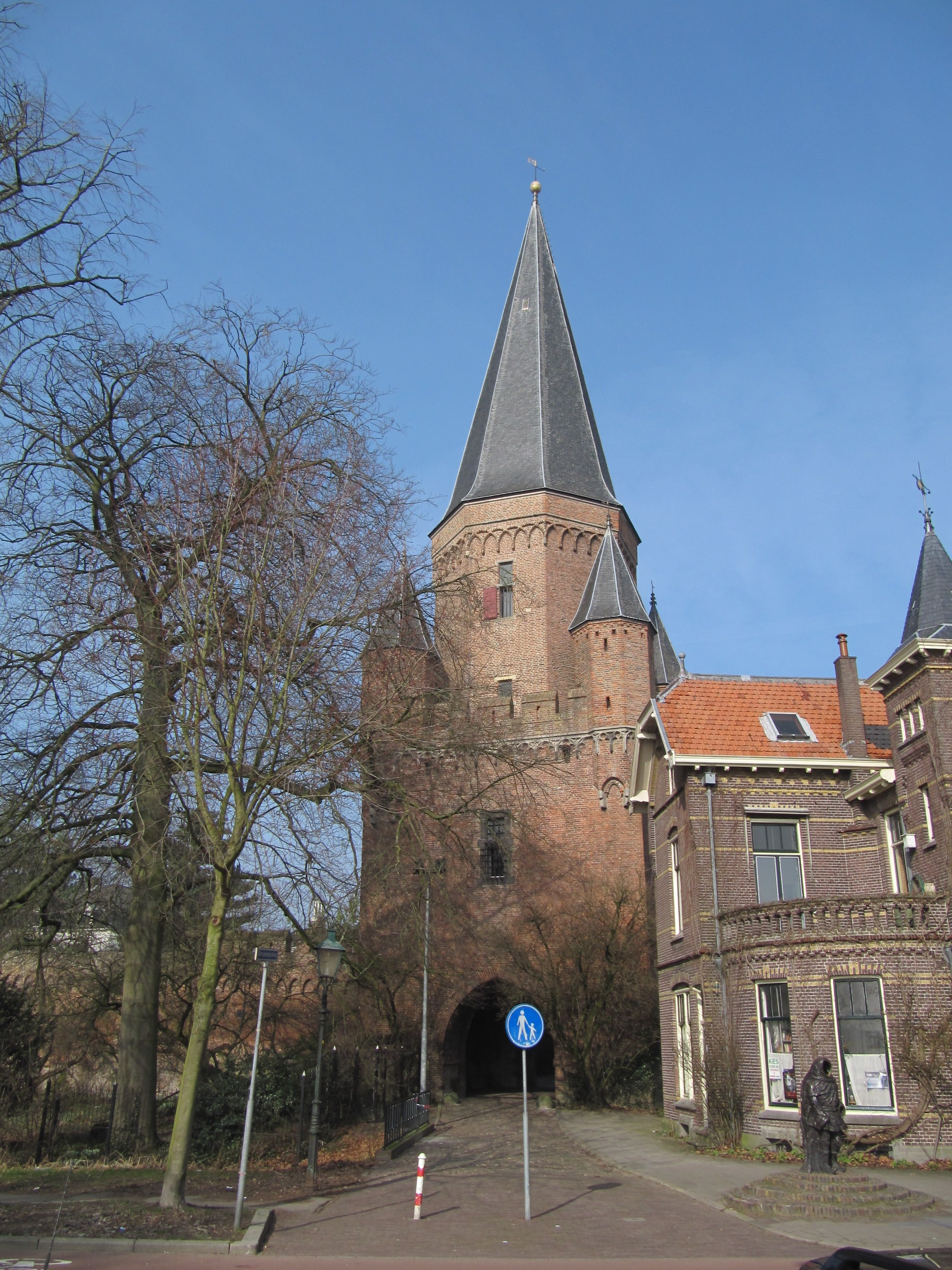
Drogenapstoren, Zutphen (1444-1446)
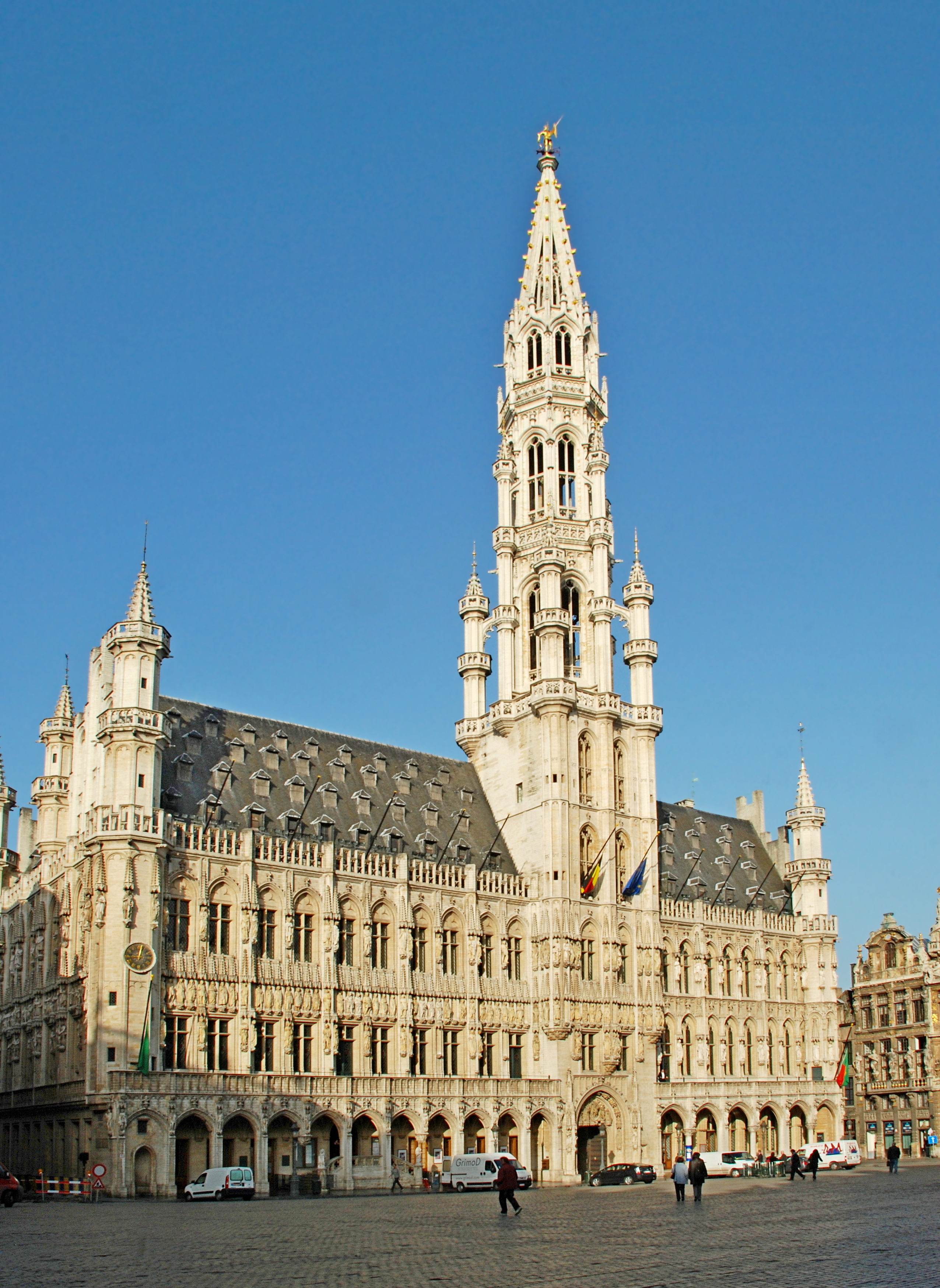
Stadhuis van Brussel (uitgebreid vanaf 1444)

## Geboren
- 24 januari - Galeazzo Maria Sforza, hertog van Milaan (1466-1476)
- 28 juni - Charlotte, koningin van Cyprus (1458-1460)
- 8 augustus - Jan Adornes, Vlaams geestelijke
- Donato Bramante, Italiaans architect
- John Mowbray, Engels edelman
- Alexander Bening, Vlaams schilder (jaartal bij benadering)
- Heinrich Finck, Duits componist (jaartal bij benadering)

## Overleden
- 14 februari - Henriëtte van Mömpelgard, Duits edelvrouw
- 22 februari - Jacob Despars, Vlaams staatsman
- 9 maart - Leonardo Bruni (~73), Florentijns historicus
- 20 mei - Bernardinus van Siena (63), Italiaans monnik en missionaris
- 20 mei - Margaretha van Kleef (28), Duits edelvrouw
- 16 augustus - Margaretha Stuart (19), Schots prinses, echtgenote van kroonprins Lodewijk van Frankrijk
- 5 september - Koenraad VIII de Jonge (~47), Silezisch edelman
- september/oktober, Frederik III van Veldenz, Duits edelman
- 10 november - Wladislaus van Varna (20), koning van Polen (1434-1444) en Hongarije (1440-1444)
- John Beaufort, Engels edelman
- Robert Campin (~66), Vlaams schilder
- Hendrik I Corsselaar (~69), Brabants edelman
- Hendrik von Hoberg (~54), Duits edelman
- Hugo van Sausenberg, Duits edelman
- Niccolò Piccinino (~64), Italiaans soldaat
- Firmin Le Ver, Frans monnik en lexicograaf

## Trivia
- Het spel Europa Universalis IV begint in 1444, na de Slag bij Varna.